# العلاقات التشيلية اللاوسية
العلاقات التشيلية اللاوسية هي العلاقات الثنائية التي تجمع بين تشيلي ولاوس.

## مقارنة بين البلدين
هذه مقارنة عامة ومرجعية للدولتين:
| وجه المقارنة                                              | تشيلي                         | لاوس        |
| --------------------------------------------------------- | ----------------------------- | ----------- |
| المساحة (كم2)                                             | 756.10 ألف                    | 236.80 ألف  |
| عدد السكان (نسمة)                                         | 17.37 مليون                   | 6.86 مليون  |
| الكثافة السكانية (ن./كم²)                                 | 22.97                         | 28.97       |
| العاصمة                                                   | سانتياغو                      | فيينتيان    |
| اللغة الرسمية                                             | اللغة الإسبانية               | اللغة اللاو |
| العملة                                                    | بيزو تشيلي، وحدة حساب تشيلية ‏ | كيب لاوي    |
| الناتج المحلي الإجمالي (بليون دولار)                      | 277.08 مليار                  | 16.85 مليار |
| الناتج المحلي الإجمالي (تعادل القوة الشرائية) بليون دولار | 419.39 مليار                  | 38.71 مليار |
| الناتج المحلي الإجمالي الاسمي للفرد دولار أمريكي          | 13.42 ألف                     | 1.82 ألف    |
| الناتج المحلي الإجمالي للفرد دولار أمريكي                 | 22.07 ألف                     |             |
| مؤشر التنمية البشرية                                      | 0.832                         | 0.575       |
| رمز المكالمات الدولي                                      | +56                           | +856        |
| رمز الإنترنت                                              | .cl                           | .la         |
| المنطقة الزمنية                                           | 00، 00، 00، 00                | ت ع م+07:00 |

## منظمات دولية مشتركة
يشترك البلدان في عضوية مجموعة من المنظمات الدولية، منها:
| علم المنظمة | اسم المنظمة                        | تاريخ انضمام تشيلي | تاريخ انضمام لاوس |
| ----------- | ---------------------------------- | ------------------ | ----------------- |
|             | مؤسسة التنمية الدولية              | 30 ديسمبر 1960     | 28 أكتوبر 1963    |
|             | يونسكو                             | 7 يوليو 1953       | 9 يوليو 1951      |
|             | وكالة ضمان الاستثمار متعدد الأطراف | 12 أبريل 1988      | 5 أبريل 2000      |
|             | الأمم المتحدة                      | 24 أكتوبر 1945     | 14 ديسمبر 1955    |
|             | البنك الدولي للإنشاء والتعمير      | 31 ديسمبر 1945     | 5 يوليو 1961      |
|             | منظمة حظر الأسلحة الكيميائية       | ?                  | ?                 |
|             | مؤسسة التمويل الدولية              | 15 أبريل 1957      | 29 يناير 1992     |
|             | منظمة الشرطة الجنائية الدولية      | ?                  | ?                 |

## وصلات خارجية
- موقع وزارة الخارجية التشيلية
- موقع وزارة الخارجية اللاوسية